# Tanque Verde
Tanque Verde är en ort (CDP) i Pima County, i delstaten Arizona, USA. Enligt United States Census Bureau har orten en folkmängd på 16 901 invånare (2010) och en landarea på 85,4 km².